# Playa Azul (Uruguay)
Playa Azul ist eine Ortschaft in Uruguay.

## Geographie
Sie befindet sich auf dem Gebiet des Departamento Colonia in dessen Sektor 4. Playa Azul liegt dabei an der Küste des Río de la Plata. Im Westen grenzt unmittelbar Playa Brítopolis an.

## Einwohner
Der Ort hatte bei der Volkszählung im Jahr 2004 18 Einwohner.
| Jahr | Einwohner |
| ---- | --------- |
| 1963 | 13        |
| 1975 | 6         |
| 1985 | 0         |
| 1996 | 16        |
| 2004 | 18        |

Quelle: Instituto Nacional de Estadística de Uruguay